# Meftaha
Meftaha là một đô thị thuộc tỉnh Médéa, Algérie. Dân số thời điểm năm 2002 là 4.442 người.